# Lightning Bolt (single)
"Lightning Bolt" is een single van de Britse singer-songwriter Jake Bugg. In zijn thuisland werd het als derde single uitgebracht van zijn debuutalbum Jake Bugg uit 2012. In Nederland werd het zijn eerste single en werd het op 12 oktober 2012 als muziekdownload uitgebracht. Het nummer werd in week 42 van 2012 3FM Megahit.
De bijbehorende videoclip werd opgenomen in Amsterdam. Ook werden enkele scènes in Brussel opgenomen.

## Hitnoteringen

### Nederlandse Top 40
| Hitnotering: 27-10-2012 t/m 03-11-2012 | Hitnotering: 27-10-2012 t/m 03-11-2012 | Hitnotering: 27-10-2012 t/m 03-11-2012 | Hitnotering: 27-10-2012 t/m 03-11-2012 |
| Week:                                  | 1                                      | 2                                      |                                        |
| -------------------------------------- | -------------------------------------- | -------------------------------------- | -------------------------------------- |
| Positie:                               | 33                                     | 36                                     | uit                                    |

### NederlandseSingle Top 100
| Hitnotering: 13-10-2012 t/m 10-11-2012 | Hitnotering: 13-10-2012 t/m 10-11-2012 | Hitnotering: 13-10-2012 t/m 10-11-2012 | Hitnotering: 13-10-2012 t/m 10-11-2012 | Hitnotering: 13-10-2012 t/m 10-11-2012 | Hitnotering: 13-10-2012 t/m 10-11-2012 | Hitnotering: 13-10-2012 t/m 10-11-2012 |
| Week:                                  | 1                                      | 2                                      | 3                                      | 4                                      | 5                                      |                                        |
| -------------------------------------- | -------------------------------------- | -------------------------------------- | -------------------------------------- | -------------------------------------- | -------------------------------------- | -------------------------------------- |
| Positie:                               | 45                                     | 35                                     | 37                                     | 56                                     | 83                                     | uit                                    |